# 226 (szám)
A 226 (római számmal: CCXXVI) egy természetes szám, félprím, a 2 és a 113 szorzata.

## A szám a matematikában
A tízes számrendszerbeli 226-os a kettes számrendszerben 11100010, a nyolcas számrendszerben 342, a tizenhatos számrendszerben E2 alakban írható fel.
A 226 páros szám, összetett szám, azon belül félprím, kanonikus alakban a 21 · 1131 szorzattal, normálalakban a 2,26 · 102 szorzattal írható fel. Négy osztója van a természetes számok halmazán, ezek növekvő sorrendben: 1, 2, 113 és 226.
Középpontos ötszögszám.
A 226 négyzete 51 076, köbe 11 543 176, négyzetgyöke 15,0333, köbgyöke 6,0912, reciproka 0,0044248. A 226 egység sugarú kör kerülete 1419,99988 egység, területe 160 459,98637 területegység; a 226 egység sugarú gömb térfogata 48 351 942,6 térfogategység.
A 226 helyen az Euler-függvény helyettesítési értéke 112, a Möbius-függvényé 1, a Mertens-függvényé 4.